# Trichoplusia reticulata
Trichoplusia reticulata là một loài bướm đêm trong họ Noctuidae.